# Reach (album Eyes Set to Kill)
Reach è l'album di debutto degli Eyes Set to Kill, pubblicato nel 2008.
Il primo singolo dall'album è Reach, e il successivo, Darling.
Reach raggiunge la posizione #29 nella classifica Billboard Heatseekers e la posizione #77 nella classifica Billboard's Independent Music vendendo 1900 copie nella prima settimana.

## Tracce
1. Intro (strumentale) - 1:51
2. Sketch in Black & White - 4:01
3. Reach - 3:29
4. Darling - 4:04
5. Violent Kiss - 3:40
6. Young Blood Spills Tonight - 4:28
7. Where We Started - 4:31
8. Into the Night - 3:18
9. Give You My All - 2:35
10. Liar in the Glass - 3:58
11. Only Holding On - 4:21
12. Behind These Eyes - 3:46